# Australasian Catholic Assurance Building
El Australian Catholic Assurance Building (ACA Building) es un edificio de oficinas Art Deco en 118-126 Queen Street, en Melbourne (Australia). Fue construido como la sede victoriana de Australian Catholic Assurance, una firma comercial de seguros establecida con el objetivo de servir a la comunidad católica en Australia. El edificio fue diseñado por la firma de arquitectura con sede en Sydney Hennessy & Hennessy, construido en 1935-36, y tiene un gemelo en Sídney.
El edificio es uno de los edificios de oficinas Art Deco más notables de la ciudad, con una lista de patrimonio de la Ciudad de Melbourne y National Trust.

## Arquitectura
El Edificio ACA es un claro ejemplo de Art-Deco; en Melbourne, los ejemplos con nervaduras verticales se describen como "gótico comercial", debido a su similitud con los primeros ejemplos de este estilo, el Manchester Unity Building, fuertemente gótico. El edificio ACA es inusual porque el material utilizado en la fachada no es el típico enlucido de cemento o loza, sino " Benedict Stone ", un producto de piedra artificial fabricado por una empresa propiedad de la Diócesis de Brisbane de la Iglesia Católica. La piedra cambia de color de más oscuro en la base a más claro en la parte superior de los 49 m torre.
El diseño es sorprendentemente vertical, dominado por la silueta escalonada del elemento similar a una torre central, una continuación de la bahía central expresada por separado de 9 m por encima de los 40 m límite de altura. La torre recibe mayor prominencia por el retroceso de los dos pisos superiores de oficinas a cada lado, y las nervaduras salientes de los cuatro pisos superiores que también retroceden y continúan más allá del parapeto, creando un horizonte animado.
La base de tres niveles está escasamente adornada, proporcionando una plataforma para la verticalidad de los pisos superiores. La entrada prominente está formada por una profunda inserción de dos pisos de altura dentro de la bahía central. El edificio está notablemente intacto; las bahías cuadradas de doble altura de la planta baja están ocupadas por escaparates de bronce originales, la señalización de metal con el nombre del edificio prominente arriba no ha cambiado, y el vestíbulo conserva sus paredes de mármol negro, letreros, accesorios de iluminación y ascensores.
El edificio de Sídney, ubicado en la calle King y ahora conocido como Charles Plaza, se completó a principios de 1936. La fachada, también de piedra artificial rosa, tiene detalles exactamente a juego, pero es más alta y da a una esquina, por lo que parece menos vertical.